# Vesna Stanisic
Vesna Stanišić, född 24 augusti 1961 i Belgrad, Serbien, är en dramatiker, dramaturg, baskettränare och översättare.
Stanišić har arbetat på en rad olika svenska och serbiska teatrar, däribland Dramaten, Nationalteatern i Belgrad, Backa teater, Örebro länsteater, Panikteatern och Uppsala stadsteater. Hon har också arbetat som chefsdramaturg på Regionteatern Blekinge Kronoberg.
Stanišić kom till Sverige 1991 i samband med kriget i forna Jugoslavien. 2015 startade hon basketlaget Täby Basket Inter för nyanlända ungdomar.
Stanišić var värd i Sommar i P1 den 12 juli 2006.